# Etelberto ed Etelredo
Etelberto ed Etelredo, conosciuti anche come Ethelbert e Ethelred (VII secolo – 669), sono stati principi del regno anglosassone del Kent, nel sud-est dell'Inghilterra, uccisi attorno al 669 e più tardi venerati come santi martiri. La loro storia forma un importante elemento nella leggenda di santa Mildred, poiché il terreno su cui fu costruito il monastero di Minster-in-Thanet fu, secondo la leggenda, pagato come guidrigildo in seguito alla loro uccisione.

## Contesto storico
Dal 616 al 640 sul trono del regno del Kent sedette Eadbald che, alla sua morte, lasciò il regno ai figli Eorcenberht ed Eormenred (per quanto non sia chiaro se i due abbiano regnato congiuntamente o se Eormenred avesse, in quanto fratello minore, una posizione subordinata a quella di Eorcenberht). Secondo la tradizione, Eormenred era sposato con Oslafa da cui aveva avuto almeno quattro figli: due maschi, Etelberto ed Etelredo, e due femmine, Domne Eafe ed Ermengida. Di queste, Domne Eafe era sposata con Merewalh, re del Magonsete, un sub-regno del regno di Mercia situato nell'area dell'odierno Shropshire. Eorcenberht, invece, era sposato con Sexburga, figlia del re dell'Anglia orientale, Anna, ed era salito al trono come re cristiano: fu infatti il primo sovrano a ordinare l'abbandono e la distruzione degli idoli pagani presenti in tutto il regno e a stabilire che, per ordinanza reale, fossero osservati i quaranta giorni di quaresima.
Anche Eorcenberht aveva avuto quattro figli: due maschi, Egberto ed Hlothhere, e due femmine, Ermenegilda ed Ercongota. Nel 664, alla morte di Eorcenberht, era salito sul trono del Kent suo figlio Egberto. 

## La leggenda
Stando a quanto scritto nella Kentish Royal Legend (letteralmente: Leggenda reale del Kent), una raccolta di testi medievali databili all'undicesimo secolo che descrive diversi membri della famiglia reale del Kent del settimo e dell'ottavo secolo, i due principi erano due giovani cristiani molto devoti che risiedevano a Eastry, nel Kent, in una residenza reale appartenente a loro cugino Egberto. Volendo assicurare la successione di re Egberto da possibili pretendenti, Thunor, un assistente reale, non esitò a uccidere segretamente i due fanciulli e a nascondere poi i due cadaveri sotto il trono, nel palazzo di Eastry. Tale nascondiglio, durante la ricerca dei due ragazzi scomparsi, fu però scoperto grazie a una colonna di luce che comparve al di sopra del luogo dell'occultamento. 
Quando venne a sapere del crimine, Egberto rimase sconvolto dal dolore e dal rimorso per l'atrocità che era stata commessa in suo nome e decise di seppellire i due ragazzi a Canterbury. Tuttavia, quando si provò a spostare i cadaveri, risultò impossibile muoverli. Su consiglio delle autorità religiose, allora, Egberto decise di far seppellire i due ragazzi a Wakering, nel regno dell'Essex, in un monastero già esistente (probabilmente il sito in questione è Great Wakering, non molto lontano da Prittlewell, che al tempo era probabilmente un luogo di sepoltura della famiglia reale), e questa volta i due cadaveri poterono essere portati via. Una volta giunti a destinazione ed inumati, i due principi furono dichiarati santi e venerati come martiri cristiani reali.
Secondo un'altra versione, fu lo stesso Egberto a commissionare l'omicidio e a far nascondere i cadaveri in una buca sotto al trono. Dio, però, lo maledisse e il re iniziò a prendere fuoco ogni volta che provava a sedersi sul trono, e quindi sulla tomba dei fanciulli. I popolani stessi, a cui i due ragazzi erano molto cari, scavarono allora fino a rinvenire i due corpi e decisero di costruire una chiesa nel posto esatto del ritrovamento. Egberto, vistosi scoperto, non poté fare a meno di dichiararsi pentito e distrutto dal dolore davanti a Dio e ai suoi sudditi.
Nelle varie versioni del racconto, al fine di espiare ulteriormente la colpa (e probabilmente anche per evitare la faida famigliare che l'omicidio di Etelberto ed Etelredo avrebbe potuto provocare), Egberto decise di pagare un guidrigildo per i principini assassinati. La leggenda narra che alla sorella delle vittime, Domne Eafe, fu offerta (forse come da essa richiesto) tanta terra quanto la sua cerva fosse stata in grado di circoscrivere in un giro di un giorno. L'incredibile risultato, sia esso stato dovuto ad un intervento divino (come la maggior parte dei testi sembrano sottintendere) o al fatto che la cerva fu guidata da Domne Eafe (come indicato nel testo Caligula A), fu che Domne Eafe guadagnò circa ottanta sulung (un'unità di superficie anglosassone equivalente all'incirca a 100 ettari) di terra a Thanet, su cui la donna decise, attorno al 670 e dopo la morte di Merewalh, di erigere un doppio monastero, dedicato alla Vergine Maria, di cui diventò badessa. Sempre secondo la leggenda, alla guida del monastero le succedette, nel 695, la figlia Mildred.

## Attendibilità
Oltre che nella già citata Kentish Royal Legend, il racconto della morte di Etelberto ed Etelredo è presente anche nella Flores Historiarum, una cronaca medievale composta da diversi autori tra cui Ruggero di Wendover (che vi lavorò nei primi anni del tredicesimo secolo).
Dai dettagli della leggenda, si ritiene che essa sia decisamente precedente ai manoscritti in nostro possesso che la riportano. Essa contiene infatti episodi, come la fondazione di un monastero in cambio dell'assassinio di due bambini, che sarebbe difficile immaginarsi originari di un testo dell'undicesimo secolo. Rollason nella sua opera nota che la leggenda "era già esistente nel secondo quarto dell'ottavo secolo". Evidenze circostanziali poi, farebbero datare la prima versione della leggenda al periodo in cui l'abbazia era guidata da Edburga, che successe a Mildred nel ruolo di badessa.
Scavi effettuati a Great Wakering hanno recentemente portato alla luce un sito medio-sassone incluso un frammento di una scultura ornamentale che potrebbe provenire dai luoghi menzionati nella leggenda.

## Albero genealogico
L'albero genealogico di questa parte della famiglia reale del Kent nel sesto e settimo secolo è derivato dalle vecchie cronache latine e anglosassoni. Il regno di Etelberto I dovrebbe essere iniziato attorno al 560, Eadbald divenne re nel 616 e regnò fino alla sua morte, nel 640, quando gli succedette suo figlio Eorcenberht (che secondo alcuni regnò assieme a Eormenred, pare di Etelberto ed Etelredo). Egberto salì sul trono nel 664 e morì nel 673 quando sul trono del Kent salì suo fratello Hlothhere, che regnò fino al 685. I figlio di Egberto, Eadric del Kent, regnò dal 685 al 686 (forse anche insieme a suo zio Hlothhere).
|                          |                          |                          |                          |                          |                          | Santo Etelberto I re del Kent | Santo Etelberto I re del Kent | Santo Etelberto I re del Kent | Santo Etelberto I re del Kent | Santo Etelberto I re del Kent | Santo Etelberto I re del Kent |                            |                            |  |  |                              |                              | Santa Bertha                 | Santa Bertha                 | Santa Bertha                 | Santa Bertha                 | Santa Bertha | Santa Bertha |                            |                            |                            |                            |                            |                            |  |  |                |                |                |                |                |                |  |  |                 |                 |                 |                 |                 |                 |  |  |            |            |            |            |            |            |  |  |            |            |            |            |            |            |
|                          |                          |                          |                          |                          |                          | Santo Etelberto I re del Kent | Santo Etelberto I re del Kent | Santo Etelberto I re del Kent | Santo Etelberto I re del Kent | Santo Etelberto I re del Kent | Santo Etelberto I re del Kent |                            |                            |  |  |                              |                              | Santa Bertha                 | Santa Bertha                 | Santa Bertha                 | Santa Bertha                 | Santa Bertha | Santa Bertha |                            |                            |                            |                            |                            |                            |  |  |                |                |                |                |                |                |  |  |                 |                 |                 |                 |                 |                 |  |  |            |            |            |            |            |            |  |  |            |            |            |            |            |            |
|                          |                          |                          |                          |                          |                          |                               |                               |                               |                               |                               |                               |                            |                            |  |  |                              |                              |                              |                              |                              |                              |              |              |                            |                            |                            |                            |                            |                            |  |  |                |                |                |                |                |                |  |  |                 |                 |                 |                 |                 |                 |  |  |            |            |            |            |            |            |  |  |            |            |            |            |            |            |
|                          |                          |                          |                          |                          |                          |                               |                               |                               |                               |                               |                               |                            |                            |  |  |                              |                              |                              |                              |                              |                              |              |              |                            |                            |                            |                            |                            |                            |  |  |                |                |                |                |                |                |  |  |                 |                 |                 |                 |                 |                 |  |  |            |            |            |            |            |            |  |  |            |            |            |            |            |            |
| Edvino re di Northumbria | Edvino re di Northumbria | Edvino re di Northumbria | Edvino re di Northumbria | Edvino re di Northumbria | Edvino re di Northumbria |                               |                               | Santa Etelburga di Liminge    | Santa Etelburga di Liminge    | Santa Etelburga di Liminge    | Santa Etelburga di Liminge    | Santa Etelburga di Liminge | Santa Etelburga di Liminge |  |  | Eadbaldo re del Kent         | Eadbaldo re del Kent         | Eadbaldo re del Kent         | Eadbaldo re del Kent         | Eadbaldo re del Kent         | Eadbaldo re del Kent         |              |              | Emma                       | Emma                       | Emma                       | Emma                       | Emma                       | Emma                       |  |  |                |                |                |                |                |                |  |  |                 |                 |                 |                 |                 |                 |  |  |            |            |            |            |            |            |  |  |            |            |            |            |            |            |
| Edvino re di Northumbria | Edvino re di Northumbria | Edvino re di Northumbria | Edvino re di Northumbria | Edvino re di Northumbria | Edvino re di Northumbria |                               |                               | Santa Etelburga di Liminge    | Santa Etelburga di Liminge    | Santa Etelburga di Liminge    | Santa Etelburga di Liminge    | Santa Etelburga di Liminge | Santa Etelburga di Liminge |  |  | Eadbaldo re del Kent         | Eadbaldo re del Kent         | Eadbaldo re del Kent         | Eadbaldo re del Kent         | Eadbaldo re del Kent         | Eadbaldo re del Kent         |              |              | Emma                       | Emma                       | Emma                       | Emma                       | Emma                       | Emma                       |  |  |                |                |                |                |                |                |  |  |                 |                 |                 |                 |                 |                 |  |  |            |            |            |            |            |            |  |  |            |            |            |            |            |            |
|                          |                          |                          |                          |                          |                          |                               |                               |                               |                               |                               |                               |                            |                            |  |  |                              |                              |                              |                              |                              |                              |              |              |                            |                            |                            |                            |                            |                            |  |  |                |                |                |                |                |                |  |  |                 |                 |                 |                 |                 |                 |  |  |            |            |            |            |            |            |  |  |            |            |            |            |            |            |
|                          |                          |                          |                          |                          |                          |                               |                               |                               |                               |                               |                               |                            |                            |  |  |                              |                              |                              |                              |                              |                              |              |              |                            |                            |                            |                            |                            |                            |  |  |                |                |                |                |                |                |  |  |                 |                 |                 |                 |                 |                 |  |  |            |            |            |            |            |            |  |  |            |            |            |            |            |            |
| Santa Sexburga di Ely    | Santa Sexburga di Ely    | Santa Sexburga di Ely    | Santa Sexburga di Ely    | Santa Sexburga di Ely    | Santa Sexburga di Ely    |                               |                               | Eorcenberht re del Kent       | Eorcenberht re del Kent       | Eorcenberht re del Kent       | Eorcenberht re del Kent       | Eorcenberht re del Kent    | Eorcenberht re del Kent    |  |  | Santa Eanswida di Folkestone | Santa Eanswida di Folkestone | Santa Eanswida di Folkestone | Santa Eanswida di Folkestone | Santa Eanswida di Folkestone | Santa Eanswida di Folkestone |              |              | Eormenred ? re del Kent    | Eormenred ? re del Kent    | Eormenred ? re del Kent    | Eormenred ? re del Kent    | Eormenred ? re del Kent    | Eormenred ? re del Kent    |  |  | Oslafa         | Oslafa         | Oslafa         | Oslafa         | Oslafa         | Oslafa         |  |  |                 |                 |                 |                 |                 |                 |  |  |            |            |            |            |            |            |  |  |            |            |            |            |            |            |
| Santa Sexburga di Ely    | Santa Sexburga di Ely    | Santa Sexburga di Ely    | Santa Sexburga di Ely    | Santa Sexburga di Ely    | Santa Sexburga di Ely    |                               |                               | Eorcenberht re del Kent       | Eorcenberht re del Kent       | Eorcenberht re del Kent       | Eorcenberht re del Kent       | Eorcenberht re del Kent    | Eorcenberht re del Kent    |  |  | Santa Eanswida di Folkestone | Santa Eanswida di Folkestone | Santa Eanswida di Folkestone | Santa Eanswida di Folkestone | Santa Eanswida di Folkestone | Santa Eanswida di Folkestone |              |              | Eormenred ? re del Kent    | Eormenred ? re del Kent    | Eormenred ? re del Kent    | Eormenred ? re del Kent    | Eormenred ? re del Kent    | Eormenred ? re del Kent    |  |  | Oslafa         | Oslafa         | Oslafa         | Oslafa         | Oslafa         | Oslafa         |  |  |                 |                 |                 |                 |                 |                 |  |  |            |            |            |            |            |            |  |  |            |            |            |            |            |            |
|                          |                          |                          |                          |                          |                          |                               |                               |                               |                               |                               |                               |                            |                            |  |  |                              |                              |                              |                              |                              |                              |              |              |                            |                            |                            |                            |                            |                            |  |  |                |                |                |                |                |                |  |  |                 |                 |                 |                 |                 |                 |  |  |            |            |            |            |            |            |  |  |            |            |            |            |            |            |
|                          |                          |                          |                          |                          |                          |                               |                               |                               |                               |                               |                               |                            |                            |  |  |                              |                              |                              |                              |                              |                              |              |              |                            |                            |                            |                            |                            |                            |  |  |                |                |                |                |                |                |  |  |                 |                 |                 |                 |                 |                 |  |  |            |            |            |            |            |            |  |  |            |            |            |            |            |            |
| Egberto re del Kent      | Egberto re del Kent      | Egberto re del Kent      | Egberto re del Kent      | Egberto re del Kent      | Egberto re del Kent      |                               |                               | Hlothhere re del Kent         | Hlothhere re del Kent         | Hlothhere re del Kent         | Hlothhere re del Kent         | Hlothhere re del Kent      | Hlothhere re del Kent      |  |  | Merewalh re del Magonsete    | Merewalh re del Magonsete    | Merewalh re del Magonsete    | Merewalh re del Magonsete    | Merewalh re del Magonsete    | Merewalh re del Magonsete    |              |              | Domne Eafe                 | Domne Eafe                 | Domne Eafe                 | Domne Eafe                 | Domne Eafe                 | Domne Eafe                 |  |  | Santo Etelredo | Santo Etelredo | Santo Etelredo | Santo Etelredo | Santo Etelredo | Santo Etelredo |  |  | Santo Etelberto | Santo Etelberto | Santo Etelberto | Santo Etelberto | Santo Etelberto | Santo Etelberto |  |  | Eormenburg | Eormenburg | Eormenburg | Eormenburg | Eormenburg | Eormenburg |  |  | Eormengyth | Eormengyth | Eormengyth | Eormengyth | Eormengyth | Eormengyth |
| Egberto re del Kent      | Egberto re del Kent      | Egberto re del Kent      | Egberto re del Kent      | Egberto re del Kent      | Egberto re del Kent      |                               |                               | Hlothhere re del Kent         | Hlothhere re del Kent         | Hlothhere re del Kent         | Hlothhere re del Kent         | Hlothhere re del Kent      | Hlothhere re del Kent      |  |  | Merewalh re del Magonsete    | Merewalh re del Magonsete    | Merewalh re del Magonsete    | Merewalh re del Magonsete    | Merewalh re del Magonsete    | Merewalh re del Magonsete    |              |              | Domne Eafe                 | Domne Eafe                 | Domne Eafe                 | Domne Eafe                 | Domne Eafe                 | Domne Eafe                 |  |  | Santo Etelredo | Santo Etelredo | Santo Etelredo | Santo Etelredo | Santo Etelredo | Santo Etelredo |  |  | Santo Etelberto | Santo Etelberto | Santo Etelberto | Santo Etelberto | Santo Etelberto | Santo Etelberto |  |  | Eormenburg | Eormenburg | Eormenburg | Eormenburg | Eormenburg | Eormenburg |  |  | Eormengyth | Eormengyth | Eormengyth | Eormengyth | Eormengyth | Eormengyth |
|                          |                          |                          |                          |                          |                          |                               |                               |                               |                               |                               |                               |                            |                            |  |  |                              |                              |                              |                              |                              |                              |              |              |                            |                            |                            |                            |                            |                            |  |  |                |                |                |                |                |                |  |  |                 |                 |                 |                 |                 |                 |  |  |            |            |            |            |            |            |  |  |            |            |            |            |            |            |
|                          |                          |                          |                          |                          |                          |                               |                               |                               |                               |                               |                               |                            |                            |  |  |                              |                              |                              |                              |                              |                              |              |              |                            |                            |                            |                            |                            |                            |  |  |                |                |                |                |                |                |  |  |                 |                 |                 |                 |                 |                 |  |  |            |            |            |            |            |            |  |  |            |            |            |            |            |            |
| Eadric re del Kent       | Eadric re del Kent       | Eadric re del Kent       | Eadric re del Kent       | Eadric re del Kent       | Eadric re del Kent       |                               |                               | Merefin                       | Merefin                       | Merefin                       | Merefin                       | Merefin                    | Merefin                    |  |  | Santa Mildred                | Santa Mildred                | Santa Mildred                | Santa Mildred                | Santa Mildred                | Santa Mildred                |              |              | Santa Mildburga di Wenlock | Santa Mildburga di Wenlock | Santa Mildburga di Wenlock | Santa Mildburga di Wenlock | Santa Mildburga di Wenlock | Santa Mildburga di Wenlock |  |  | Santa Mildgita | Santa Mildgita | Santa Mildgita | Santa Mildgita | Santa Mildgita | Santa Mildgita |  |  |                 |                 |                 |                 |                 |                 |  |  |            |            |            |            |            |            |  |  |            |            |            |            |            |            |